# Gianfrancesco Bonzagna
Gianfrancesco Bonzagna, o Giovan Francesco Bonzagni (Parma, 1470 – Parma, 1548), è stato un medaglista, incisore e orafo italiano.

## Biografia
Non si posseggono molte informazioni riguardanti la sua vita privata e la sua formazione professionale.
Gianfrancesco Bonzagna nacque nel 1470 a Parma, dove lavorò alla zecca cittadina dal 1522: tra le sue opere si possono menzionare nel 1542 una mazza d'araldo in argento di pregevole qualità per il comune (Museo di Parma) e due anni dopo due candelabri per l'opera del duomo di Parma.
Gianfrancesco Bonzagna morì a Parma nel 1548.
I suoi figli Gian Giacomo, nato nel 1507, e Gian Federico, proseguirono l'attività paterna, non solamente a Parma ma anche a Roma.

## Opere principali
- Mazza d'araldo in argento per il comune di Parma;
- Due candelabri per l'opera del duomo di Parma.